# Micro Machines (videogioco)
Micro Machines è un videogioco pubblicato nel 1991 da Codemasters, sfruttando il successo commerciale di quegli anni delle minuscole automobiline giocattolo Micro Machines. Il gioco sfrutta una inquadratura dall'alto a scorrimento pluridirezionale. 
È il primo titolo della serie.

## Modalità di gioco
Il giocatore è chiamato a scegliere un personaggio tra dieci, il quale sarà per tutto il corso della partita il pilota di micro machines di cui farà le veci. Le corse automobilistiche si adattano per dimensioni alle particolari vetture, portando pertanto i partecipanti a gareggiare su tavole imbandite, biliardi, banchi di scuola, aiuole e spiagge, vasche da bagno e camere da gioco. Ognuno di questi livelli è ricco di ostacoli e oggetti giganteschi. Mentre non è possibile selezionare le vetture, che variano dalla jeep alla formula uno, al carrarmato, al motoscafo e all'elicottero, notevole importanza ricade sulla scelta del proprio pilota e degli altri, che saranno gli avversari del protagonista. Costoro lo sfidano sempre in tre, per cui il totale delle vetture in gara è sempre di quattro. Tra un personaggio e l'altro esistono delle differenze qualitative, come la tendenza a correre o meno, la capacità di tenere la strada e via dicendo. Tuttavia, man mano che i livelli avanzano e si complicano (in tutto sono quaranta) tali differenze si assottigliano sempre più, e anche gli antagonisti più scarsi diventano pericolosi. Il genere di pista varia di livello in livello, secondo una successione identica di partita in partita. Di norma, ogni genere di livello viene ripetuto fino a tre o quattro volte, con modifiche molto rilevanti. Ogni quattro corse, un personaggio viene eliminato, cioè quello che ha gareggiato peggio. Se il personaggio guidato dal giocatore perde una corsa, deve ripetere lo stesso livello. Se perde tante volte quante sono le sue vite, viene eliminato dal torneo e la partita è perduta. Ogni quattro livelli si trova inserito un livello bonus, destinato al solo giocatore e finalizzato ad accumulare punti e vite extra. Anche questi livelli evolvono in difficoltà e articolazione, e pertanto ottenere supporti extra diventa sempre più difficile proseguendo nel gioco.

### Personaggi
I dieci personaggi di Micro Machines variano per etnia e capacità: neri, bianchi, asiatici. Ognuno di essi ha un modo differente di reagire a vittorie e sconfitte, quando il proprio volto appare nella graduatoria.